# 2652 км
2652 км — упразднённый населённый пункт (остановочный пункт) в Аккайынском районе Северо-Казахстанской области Казахстана. Входил в состав Токушинского сельского округа. Упразднен в 26.09.2002 г.
Находился вблизи одноимённого остановочного пункта на Транссибирской магистрали, участок Петропавловского отделения Южно-Уральской железной дороги — филиал ОАО «Российские железные дороги».

## Население
Численность населения по состоянию на 1989 год составляла 21 человек, на 1999 год —10 человек (мужского пола — 6, женского пола — 4).